# 10452 Zuev
10452 Zuev (1976 SQ7) là một tiểu hành tinh vành đai chính được phát hiện ngày 25 tháng 9 năm 1976 bởi N. S. Chernykh ở Đài vật lý thiên văn Crimean.